# クライズデール
クライズデール(英語: Clydesdale horse)はスコットランドのクライズデール地方(現在のラナークシャー地方)が原産地で名前も同地に由来するウマの品種である。

## 歴史

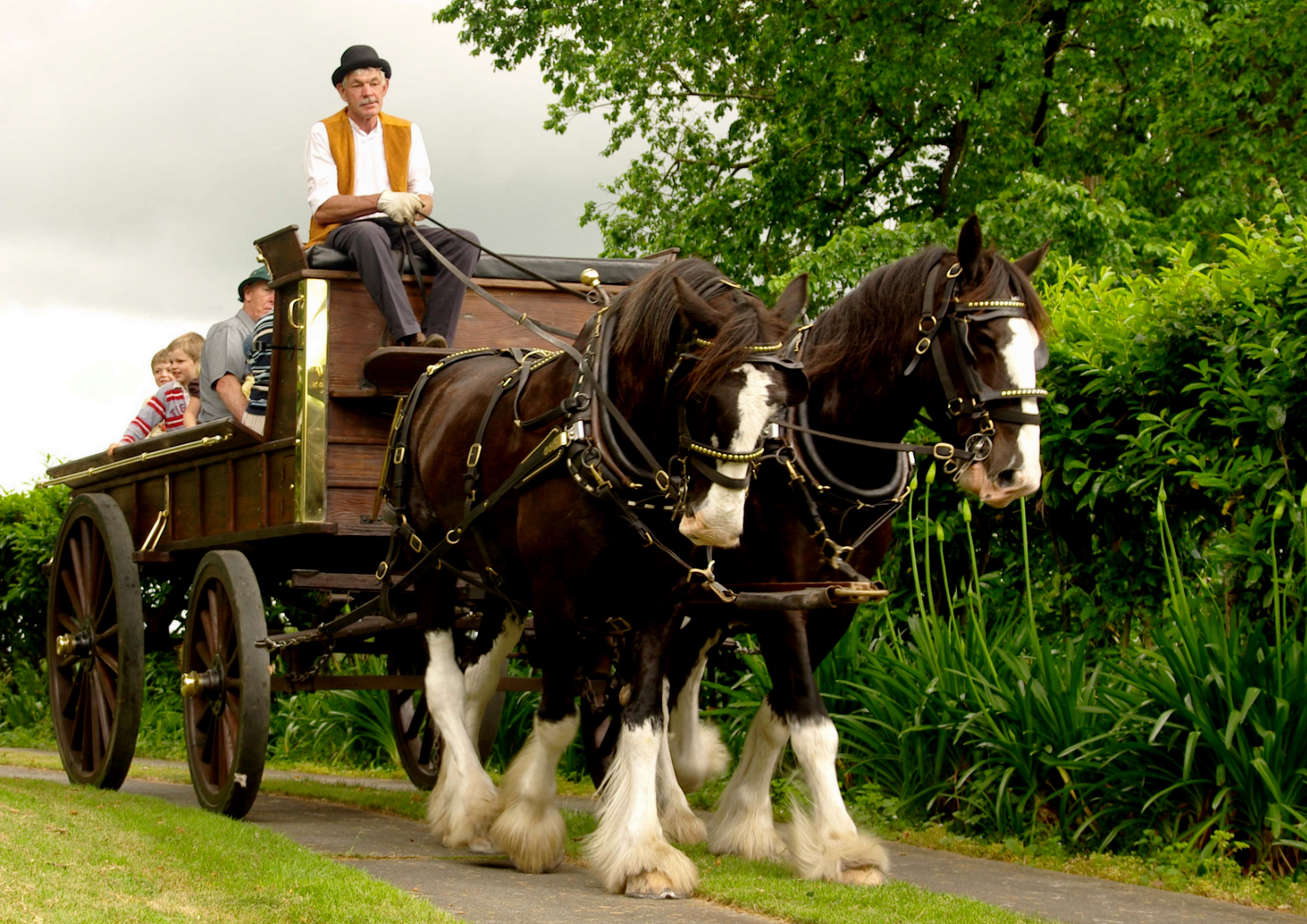
Two New Zealand Clydesdales pulling a wagon

クライズデールの名はスコットランドのクライズデール地方(現在のラナークシャー地方)に由来する。18世紀の中頃、フラマン地方(ベルギー北部)から輸入された種牡馬とクライズデールにいた牝馬が掛け合わされた結果、当時のクライズデールにいたウマより大きな仔馬が誕生した。種牡馬の中には、LochlylochのJohn Patersonによって輸入された青毛のウマや当時ハミルトン公爵であったジェームズ・ハミルトンの所有していた鹿毛のウマもいた。
また、体高が165cmであった血統不明のブレイズという荷馬の種馬も有名である。19世紀初頭にはブレイズの仔馬の血統書が作成されはじめ、1806年にはランピッツ・メアという牝馬が生まれた。この牝馬は黒い種馬の血統にあり、現在のクライズデールのほとんどがこの牝馬を祖先に持っている。この牝馬の産んだ仔馬にはグランサーとして知られ、後にクライズデールの特徴に大きな影響を与えることとなるトンプソンズ・ブラック・ホースもいた。
クライズデールの名の初出は1826年にグラスゴーで催された展示会であったという。また、その起源への18世紀後半に発表された異説には、15世紀以降にフランドル地方からスコットランドに持ち込まれた馬であるというものもあるが、この説の提唱者はクライズデールや他のウマを含むウマの共通祖先の話である可能性がより高いことを認めている。
1837年の記録によれば、スコットランドでは地区間での貸し馬の制度が存在していたという。この制度を作った農業改良協会は最も良い種馬を選び、所有者に賞金を与える品種ショーを開いた。さらに、種馬の所有者は種馬を指定された地区の牝馬と交配させることによって追加の金銭を得ることもできた。この制度やウマの売買によってクライズデールの種馬はスコットランド全土やイングランド北部へと広がった。

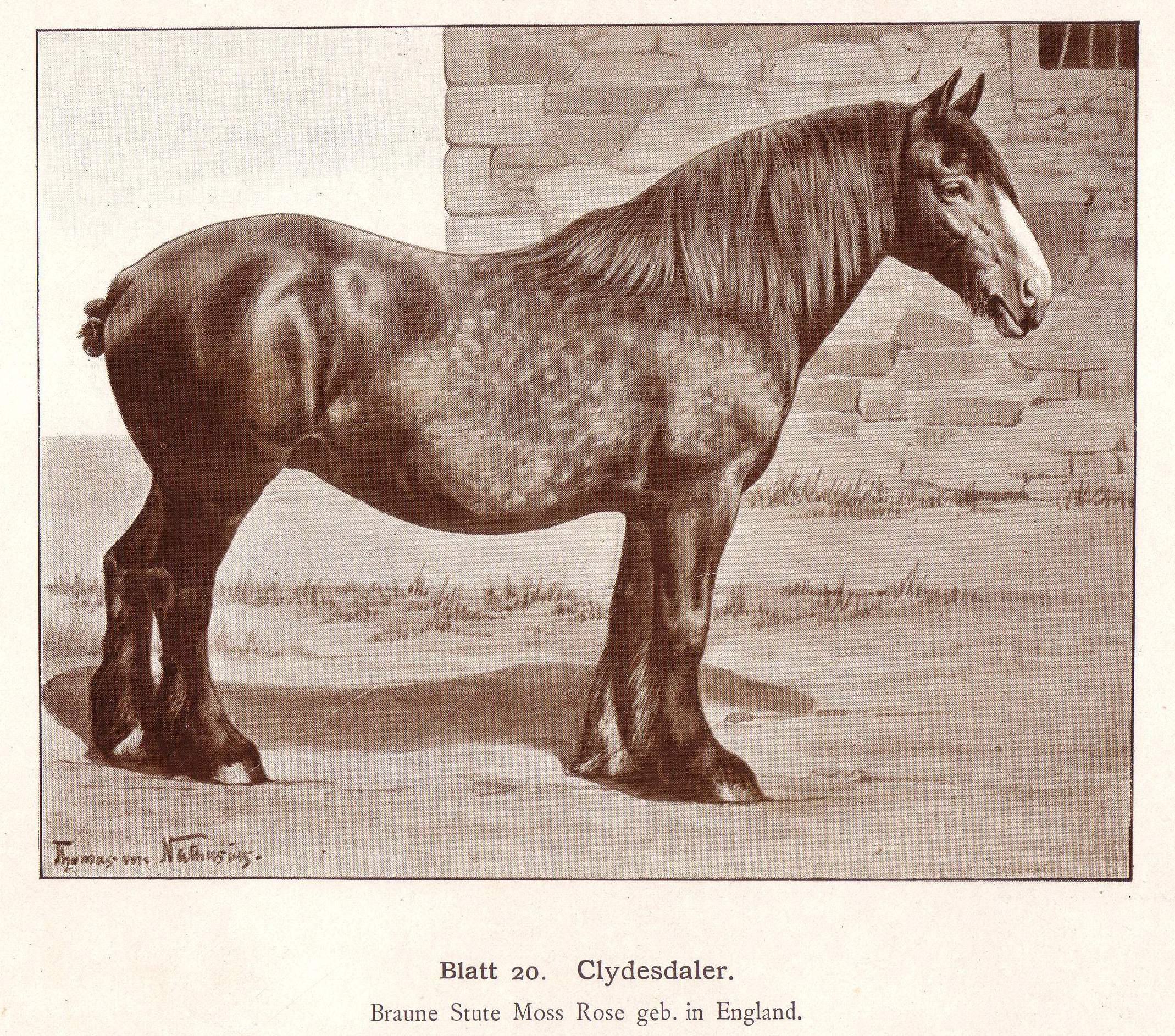
クライズデールの牝馬の絵画

このような交配によって、クライズデールの種馬は送られた地域に広まっていき、1840年までにはクライズデールに他の荷馬が同化していった。1877年にはスコットランド・クライズデール・ホース協会(Clydesdale Horse Society of Scotland)が設立され、さらにアメリカでもアメリカ・クライズデール協会(American Clydesdale Association)(のちのアメリカ合衆国クライズデール育種家会(Clydesdale Breeders of the USA))が設立された。アメリカでのクライズデールの血統書は1882年に初めて発行された。 1883年にはアメリカ・クライズデール協会に対抗してセレクト・クライズデール・ホース協会(Select Clydesdale Horse Society)が、2人の育種家によって設立されたが短命に終わった。この2人の育種家はシャイヤーとクライズデールを掛け合わせた。
19世紀後半から20世紀初頭にかけて、スコットランドからのクライズデールの大規模な輸出があった。1911年だけでも1617頭の種馬が輸出された。1884年から1945年の間に輸出証明書が発行された馬は20,183頭にものぼり、輸出先は大英帝国の植民地(オーストラリアやニュージーランドなど)に加え、南北アメリカやヨーロッパ大陸、ロシアなどであった。
第一次世界大戦では、戦役のために何千頭ものウマが徴用されたが、戦間期は農場の機械化が進むにつれ、個体数を減らしていった。第二次世界大戦後も個体数の減少は続き、1946年に200頭以上いた種牡馬が1949年には80頭にまで減っている。1975年までには、レア・ブリード・サバイバル・トラスト（Rare Breeds Survival Trust）によって絶滅の危機に瀕しているとみなされた。この時点で、イギリスの繁殖用の牝馬は900頭以下となっていた。
1918年、オーストラリアでの品種協会であるコモンウェルス・クライズデール・ホース協会(Commonwealth Clydesdale Horse Society)が設立された。1906年から1936年にかけては他種の荷馬の記録がほとんどないほどに大々的に飼育されていたという。1960年代後半までには「ビクトリア州とニュージーランドでは優れたクライズデールが飼育されているが、少なくともイングランドからたびたび輸入してその品種を保つことが望ましいと考えられる」と記されるほどその個体数を減らしていた。
1924年から2008年までに2.5万頭以上のクライズデールがオーストラリアで登録された
1990年代には個体数が回復し始めた。2005年までにイギリスで繁殖に使われる牝馬が1,500頭以下となったため、品種の保全状況を「危機に瀕している」に引き下げたが、2010年までには再び絶滅の危機に瀕している状態に戻された。2010年にはアメリカ合衆国内での登録数が2,500頭以下で世界的に見てもクライズデールが1万頭以下となり、アメリカ家畜種保存会によっても監視種に指定された。2010年推計でクライズデールは5千頭おり、4000頭はアメリカとカナダに、800頭はイギリスに、残りの個体はロシア、日本、ドイツ、南アフリカなど他の国々にいるとされている。

## 特徴
クライズデールの体格は次第に大きくなっていった。1920年代や1930年代には、シャイヤーやペルシュロン、ベルジァン・ホースといった品種より小柄であった。1940年代初めから、パレードやショーで目立たせるために背の高い品種とするよう繁殖にあたって人為選択が行われた。今日では、クライズデール・ホースの体高は162-183cmにもなり、体重は820-910kgになる オスの成体には体高や体重がこれ以上のものもいる。顔の輪郭は直線的またはやや凸状で、広い額や広い鼻面をもつ。体は筋肉質で、首はアーチ状になっており、鬐甲は高く、撫肩である。 足取りは蹄がはっきりと上がっていて活気があり、力強さを感じさせる
クライズデールは通常鹿毛であるが、サビノのウマや青毛のウマ、栗毛のウマ、芦毛のウマも産まれ得る。 顔や脚部、足に白斑があるウマがほとんどで、まれに体(下腹部であることが多い)にも存在することがある。 下肢には広く房毛が生えている。サビーノや体の斑などは祖先の形質が遺伝されたと考えられている。
しばしば1本の白い脚を持つ馬とサビノのウマを交配に用いて、平均して理想的な量の白い斑をもつウマを手に入れている。しかし、クライズデールは他の品種の多くでサビーノの形質を発現するサビノ1 (SB1)遺伝子を持っておらず、研究者らは他の遺伝子がサビノの形質の発現に関わっていると考えている。 
鹿毛や青毛のウマは価値が高く、特に脚がすべて白く、顔に白い斑がある馬は高値で取引される。色で選ばれることが多く、健康上の問題があっても希望する色や斑をもつ馬であればその馬を選ぶ購買者もいる。サビノの馬は買い手には好まれないが、望ましい毛色と毛の質感を保つためにサビノの馬が必要であるとしている作家もいる。しかしながら品種協会は色の良し悪しはないとしており、栗あし毛の馬や体に斑を持つ馬も受容されつつある。

## 利用

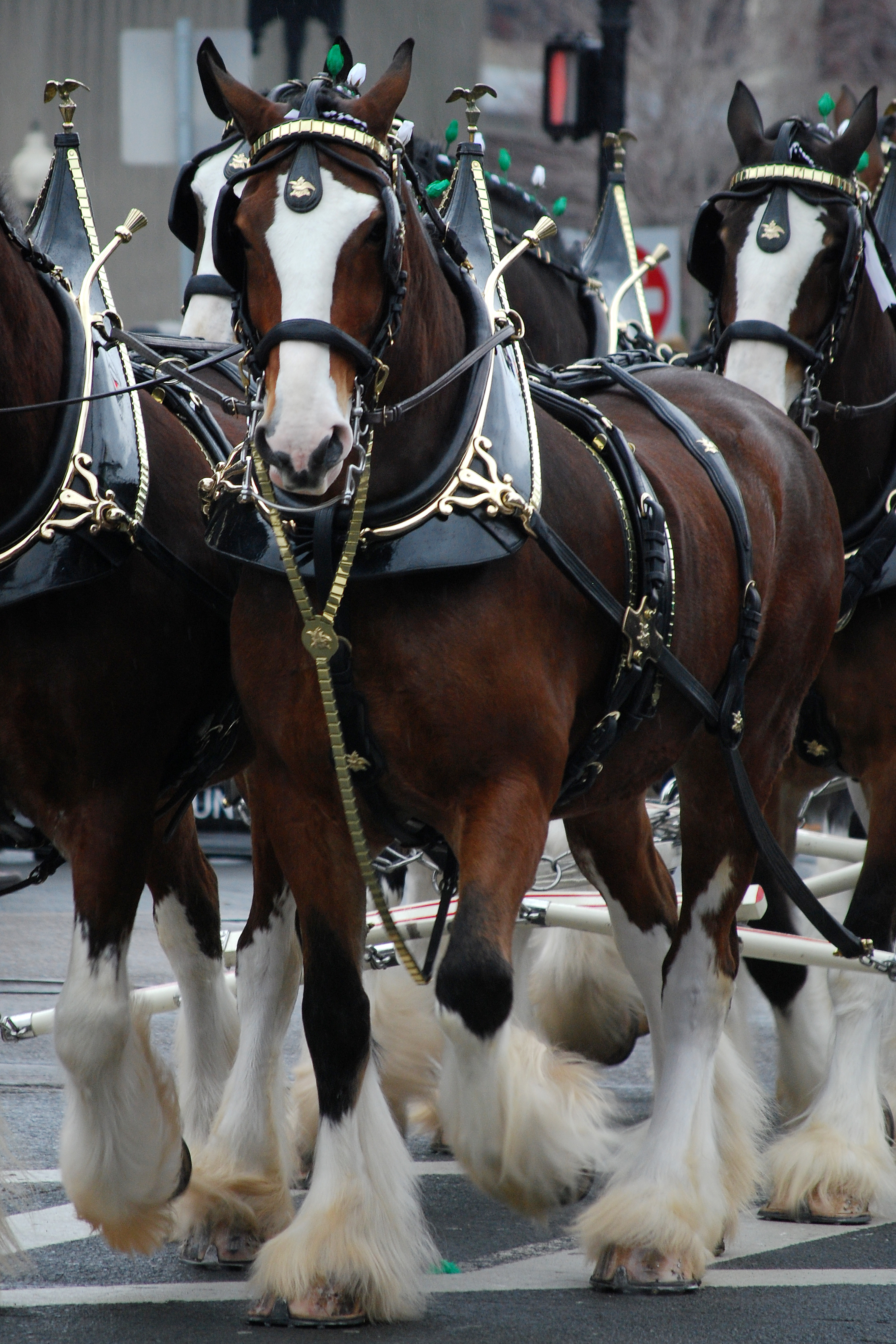
バドワイザー・クライズデール

元来クライズデールは農業やラナークシャーでの石炭の運搬、グラスゴーでの重いものの運搬に使われていた。今日でも農業や伐採、馬車引きなどの輓馬として利用されている。乗馬用の馬や展示で見せるための馬、趣味で飼われる馬もいる。特に脚に白い房毛があることから、馬車やパレードに使われる馬としては人気がある。
アメリカでは展示用の馬としても活躍しており、とりわけ有名なのがバドワイザー・クライズデールのチームである。この馬のチームはアンハイザー・ブッシュ社が禁酒法が施行されていた時代の終盤に所有した馬に始まる。この馬の集団はクライズデールと同社の販売するビールのバドワイザーの双方のシンボルとなっている。バドワイザー・クライズデールの繁殖には色や体格に関する厳しい基準が設けられており、アメリカでの品種の特徴に少なからず影響を与えている。 
乗馬用の馬としてはその穏やかな気質から調教がたやすく、トレイルライディング用の馬になる。英国の王立騎兵隊では重さ56kgの銀の太鼓2つと太鼓を演奏する人を乗せる馬に体高173cm以上のクライズデールやシャイヤーを用いており、国の祝典や行事のパレードで見ることができる。
19世紀後半には衰退しつつあったアイリッシュ・ドラウト種の改良と人気の復活のためにクライズデールの遺伝子を取り込んだ。しかしこの試みは成功したとは言い難く、アイリッシュ・ドラウトのブリーダーらはクライズデールの遺伝子がアイリッシュ・ドラウトを粗悪にし、下肢の障害を起こしやすくしたと考えた。
また、イギリスのジプシー・ホースの開発に用いられたり、オーストラリアでは他の輓馬種と交配させながら現在のオーストラリア輓馬を形作った。20世紀初頭にはデール・ポニーとの交配によって貨車や大砲を牽く中型の輓馬が作られた。